# Concert de Varsòvia
El Concert de Varsòvia és un concert per a piano escrit pel compositor anglès Richard Addinsell el 1941 per a la pel·lícula Dangerous Moonlight. Addinsell es va encarregar de compondre la melodia, mentre que Roy Douglas va contribuir amb l'orquestració.
La trama d'aquesta pel·lícula d'amor romàntic gira entorn del compositor de la peça musical, un virtuós del piano que és pilot de guerra, i es troba refugiat a Anglaterra per l'ocupació de Polònia a la Segona Guerra Mundial, i considera tornar de nou a Polònia i unir-se de nou a la guerra. L'actor que interpreta el pianista tocava el piano, i per això és ell mateix el que apareix tocant a la pel·lícula, encara que en la banda sonora la música que se sent és tocada per Louis Kentner.
Els creadors de la pel·lícula volien produir alguna cosa de l'estil dels concerts de piano de Serguei Rakhmàninov, però no van ser capaços de persuadir el famós pianista perquè compongués una nova peça o perquè interpretés alguna de les existents.
Spike Milligan fa referència a la peça de piano en la seva autobiografia Adolf Hitler: My Part in his Downfall com el "Terrible i Sagnant Concert de Varsòvia".